# Nejc Peterlin
Nejc Peterlin, né le 17 août 2006, est un coureur cycliste slovène. Il est membre de l'équipe Adria Mobil. 

## Biographie
En octobre 2023, Nejc Peterlin devient quadruple champion de Slovénie sur piste dans les rangs juniors. En février 2024, il est sacré triple champion national sur piste chez les élites, alors qu'il n'a pas encore dix-huit ans. La même année, il s'octroie la médaille de bronze dans la course scratch aux championnats du monde juniors. Il obtient également de bons résultats sur route en terminant deuxième d'une étape de la Guido Reybrouck Classic, ou encore troisième du championnat de Slovénie du contre-la-montre juniors. 
Pour ses débuts espoirs, il intègre l'équipe continentale Adria Mobil en 2025. Toujours actif dans les vélodromes, il remporte les titres dans la vitesse par équipes, la course aux points, l'américaine et l'omnium aux championnats de Slovénie sur piste, qui ont lieu à Novo mesto. Lors des championnats d'Europe, il se classe dixième de la course aux points. 

## Palmarès sur route
- 2024
  - 3e du championnat de Slovénie du contre-la-montre juniors

## Palmarès sur piste

### Championnats du monde
| Édition / Épreuve      | Scratch |
| Luoyang 2024 (juniors) | Bronze  |

### Championnats nationaux
- 2023[4]
  -  Champion de Slovénie de vitesse juniors
  -  Champion de Slovénie de vitesse par équipes juniors (avec Žak Eržen et Vid Murn)
  -  Champion de Slovénie de poursuite par équipes juniors (avec Jakob Omrzel, Žak Eržen et Vid Murn)
  -  Champion de Slovénie du scratch juniors
  - 2e du championnat de Slovénie de l'élimination juniors
  - 2e du championnat de Slovénie du kilomètre juniors
  - 2e du championnat de Slovénie de l'omnium juniors
  - 3e du championnat de Slovénie de course aux points juniors
- 2024[5]
  -  Champion de Slovénie de vitesse
  -  Champion de Slovénie de vitesse par équipes (avec Tilen Finkšt et Anže Skok)
  -  Champion de Slovénie de l'américaine (avec Žak Eržen)
  -  Champion de Slovénie de l'élimination
  - 2e du championnat de Slovénie de poursuite par équipes
  - 3e du championnat de Slovénie de course aux points
  - 3e du championnat de Slovénie de l'omnium
- 2025[6]
  -  Champion de Slovénie de vitesse par équipes (avec Tilen Finkšt et Anže Skok)
  -  Champion de Slovénie de course aux points
  -  Champion de Slovénie de l'américaine (avec Žak Eržen)
  -  Champion de Slovénie de l'omnium
  - 2e du championnat de Slovénie de poursuite par équipes
  - 2e du championnat de Slovénie de course aux points